# Zorro: Generation Z
Zorro: Generation Z is een Duitse animatieserie uit 2008, gebaseerd op het personage Zorro. De serie is onder andere uitgezonden in de Verenigde Staten, het Verenigd Koninkrijk en de Filipijnen. De serie telt één seizoen van 26 afleveringen.

## Verhaal
De serie speelt in de nabije toekomst, en draait om een nakomeling van de originele Zorro. Deze nakomeling, eveneens Diego De La Vega genaamd, bevecht als Zorro de corrupte overheid van Pueblo Grande.

## Personages
- Diego De La Vega/El Zorro: een tiener. Hij keert terug naar Pueblo Grande wanneer zijn vader wordt ontvoerd door burgemeester Martinez daar hij diens rivaal is bij de aankomende verkiezingen. Diego kent alle verhalen van zijn voorouder en deze inspireren hem om de nieuwe Zorro te worden. Hij rijdt op een motorfiets genaamd de Tornado-Z (vernoemd naar het paard van de originele Zorro). Zijn wapen is een laser die dienst kan doen als pistool, zwaard en zweep.

- Bernardo: Diego's beste vriend en technisch adviseur. Hij onderhoudt Zorro’s hulpmiddelen. Hij is gebaseerd op de Bernardo die de originele Zorro hielp.

- Burgemeester Horace Martínez: de corrupte burgemeester van Pueblo Grande, en Zorro’s grootste tegenstander. Hij heft torenhoge belastingen en runt in het geheim de georganiseerde misdaad van Pueblo Grande.

- María Martínez/The Scarlet Whip: de dochter van Martinez. Ze is samen met Diego op de hogere school. Ze is het niet eens met haar vaders praktijken en heeft daarom zelf ook een gekostumeerd alter ego aangenomen om hem te bevechten: de Scarlet Whip. Zij en Diego zijn niet op de hoogte van elkaars dubbellevens.

- Alejandro De La Vega: Diego's vader, en eigenaar van De La Vega Industries. Hij is een rivaal van de burgemeester. Hij is niet op de hoogte van het geheim van de familie en denkt dat Zorro slechts een mythe was.

- Mrs. McAllister: de huishoudster van De La Vegas'. Ze is op de hoogte van Diego’s geheim.

- Sergeant García: het hoofd van de politie en de rechterhand van de burgemeester. Het is dankzij hem dat de praktijken van de burgemeester nooit worden ontdekt. Hij is klungelig en heeft een onstilbare honger.

- Gustavo De La Vega: Diego's grootvader, van wie hij alle verhalen over de originele Zorro heeft gehoord.

- Fearsome Four: vier criminelen ingehuurd door Martinez om Zorro uit te schakelen.

## Afleveringen
- A New Generation: Part I
- A New Generation: Part II
- The Fearsome Four
- Sins Of The Father
- Mayor For A Day
- Wanted: Part Time Hero
- The Perfect Fox Hunt
- Hostile Takeover
- The Underground
- Masquerade
- Double Date
- That Old School Spirit
- Don Payaso
- The Earthquake Machine
- A 'Z' in Time
- Crush or be Crushed
- The Wounded Fox
- Persona Non Grata
- Diego's Cousin
- Crime Wave
- Z-Virus
- Mad about You
- The Rival
- The Golden Dragon
- The New Arrivals
- Poll Axed

## Rolverdeling
- Ben Small - Diego Dela Vega/El Zorro
- Jules de Jongh - Maria Martinez/Scarlet Whip
- Janet Brown - Mrs. McAlistair
- Morgan Deare - Burgemeester Martinez